# Октябрське (Свічинський район)
Октя́брське (рос. Октябрьское) — село у складі Свічинського району Кіровської області, Росія. Входить до складу Свічинського сільського поселення.
Населення становить 176 осіб (2010, 266 у 2002).
Національний склад станом на 2002 рік — росіяни 96 %.